# Maria Maunder
Maria Maunder, född den 19 mars 1972 i St. John's, Newfoundland och Labrador, är en kanadensisk roddare.
Hon tog OS-silver i åtta med styrman i samband med de olympiska roddtävlingarna 1996 i Atlanta.